# The Man Who Laughs
The Man Who Laughs (웃는 남자) est une comédie musicale de Frank Wildhorn, Jack Murphy et Robert Johanson inspirée du roman L'Homme qui rit de Victor Hugo.

## Synopsis[1]
« C'est de l'enfer des pauvres qu'est fait le paradis des riches. »

— Slogan du spectacle issu du texte original de Victor Hugo, L'Homme qui rit.
XVIIe siècle, Angleterre.
Le jeune Gwynplaine est abandonné par des trafiquants d'enfants après avoir été atrocement mutilé du sourire de l'ange. Alors qu'il erre seul dans une violente tempête de neige, le garçon découvre un bébé aveugle, blotti dans les bras d'une femme morte de froid.
Gwynplaine sauve le nourrisson et finit par croiser la route d'Ursus, un vendeur ambulant. Si ce dernier hait profondément la nature humaine, il consent néanmoins à prendre les petits vagabonds sous son aile.
Ursus monte rapidement un théâtre ambulant où il met en scène le sourire grimaçant et la cécité de ses protégés. Gwynplaine et la fillette (prénommée Dea) grandissent, complémentaires et fusionnels, purs et libres. Quinze ans plus tard, la petite troupe est devenue célèbre dans toute l'Europe.
La demi-sœur de la reine Anne, la superbe duchesse Josiane, assiste à une représentation donnée par le trio ; elle est d'emblée attirée par la difformité de Gwynplaine et l'emmène avec elle dans une vie de luxe et de débauche.
Le départ du jeune homme brise l'équilibre fragile des trois marginaux. Son escapade à la cour le confronte surtout aux pièges politiques, à la cruauté de l'aristocratie, ainsi qu'à l'indifférence des puissants. En faisant la lumière sur son mystérieux passé, Gwynplaine scelle son destin, celui de la tendre Dea et de son mentor Ursus...

## Chansons[2]
| 1. 기도 (The Prayer) - Orchestre 2. 고요한 죽음 (A Gentle Death) - Ensemble 3. 자장가 (Lullaby) - Le jeune Gwynplaine, Ensemble 4. 세상은 잔인한 곳 (It’s A Cruel World) - Ursus 5. 가든 파티 (The Garden Party) - Josiane, Lord David, Phedro, la reine Anne, Ensemble 6. 여왕의 명으로 (Her Majesty Proclaims) - La reine Anne, les serviteurs 7. 병마개 제거사 (Uncorker Of The Bottle) 8. 어둠의 세계로 (Dark Side Of Town) 9. 일단 와 (Step Right Up) - Ursus, Lord David, Venus, Pheobe, Nicks, les gens du carnaval 10. 대혼란을 무찌르다 (Chaos Vanquished) - Orchestre 11. 나무 위의 천사 (Angels In The Tree) - Gwynplaine, Dea 12. 묘한 기분 (What Is This Feeling?) - Josiane 13. 궁전 (At The Palace) - Gwynplaine, Dea, Ursus, Venus, Pheobe, Ensemble 14. 나와 닮은 사람 (I See Myself In You) - Gwynplaine, Josiane 15. 내 안의 괴물 (The Monster In Me) - Josiane 16. 그럴까? (Can It Be?) - Gwynplaine 17. 어딨어? (Where Are You?) - Dea 18. 데이빗 경의 유혹 (Lord David’s Seduction) - Lord David 19. 행복할 권리 (The Right To Be Happy) - Gwynplaine, Ursus 20. 눈물은 강물에 (Drown Your Sorrows) - Dea, Venus, Phoebe, les femmes 21. 넌 내 삶의 전부 (You Are My Everything) - Gwynplaine, Dea 22. 눈물의 성 (The House Of Tears) - Gwynplaine, Ensemble 23. 말도 안 돼 (It Is Not True!) - Gwynplaine, Phedro, les Comprachicos, Ensemble 24. 막 피날레 (Finale Act One) - Gwynplaine, Phedro, Ensemble | 1. 자장가 리프라이즈 (Lullaby Reprise) - Gwynplaine 2. 각하의 소유 (All Of This Is Yours) - Gwynplaine, Phedro, Ensemble 3. 눈물의 성 리프라이즈 (House Of Tears Reprise) - Ursus, Ensemble 4. 세상은 잔인한 곳 리프라이즈 (It’s A Cruel World Reprise) - Ursus, Ensemble 5. 막은 안 올라 (The Show Must Not Go On) - Ursus, Dea, Venus, Phoebe, Ensemble 6. 넌 내 삶의 전부 리프라이즈 (He Is My Everything Reprise) - Dea 7. 무너져 내릴 마음 (Fragile Is The Heart) - Ursus 8. 몽타쥬: 누굴까 (Montage: Who Am I) - Gwynplaine, Ursus, Ensemble 9. 모두의 세상 (I Could Change The World) - Gwynplaine 10. 아무 말도 (Don’t Say A Word) - Josiane 11. 여왕의 명으로리프라이즈 (Her Majesty Proclaims Reprise) - La reine Anne, les serviteurs 12. 검투 (Swordfight) - Orchestre 13. 행복할 권리 리프라이즈 (The Right To Be Happy Reprise) - Lord David 14. 우린 상위 일프로 (Lords Of The Land/We Are The 1%) - La reine Anne, Ensemble 15. 그 눈을 떠 (Open Your Eyes) - Gwynplaine 16. 웃는 남자 (The Man Who Laughs) - Gwynplaine 17. 내 삶을 살아가 (Life Moves On) - Josiane 18. 눈물은 강물에 리프라이즈 (Drown Your Sorrows Reprise) - Ensemble 19. 무너져 내릴 마음 리프라이즈 (Fragile Is The Heart Reprise) - Ursus 20. 나무 위의 천사들 리프라이즈 (Angels In The Tree Reprise) - Gwynplaine, Dea 21. 넌 내 삶의 전부 리프라이즈 (You Are My Everything Reprise) - Gwynplaine, Dea 22. 그럴까? 리프라이즈 (Can It Be Reprise) - Gwynplaine |

## Genèse et productions
Fort de son expérience sur les transpositions sud-coréennes de Mozart! et Elisabeth, le producteur Hong-hyun Eum, rattaché à la société EMK, ambitionne désormais de créer entièrement un spectacle pour le proposer sur le marché international.

Le logo de L'Homme qui rit, dont le visionnage a inspiré Johanson et Wildhorn pour la création de la comédie musicale.

Le sujet de cet audacieux projet est déterminé par le scénariste et metteur en scène Robert Johanson. En effet, courant 2012, Johanson découvre l'adaptation cinématographique de L'homme qui rit, tirée de l'œuvre de Victor Hugo. Il l'envisage immédiatement par le prisme musical. A ses yeux, « contrairement à d'autres romans épiques comportant trop de protagonistes, les six personnages principaux maintiennent fermement l'histoire en place ». Il contacte dans la foulée Frank Wildhorn et l'incite à voir le long-métrage ; emballé, le compositeur écrit quatre mélodies sans que le moindre contrat ne soit encore signé. Il en va de même pour Johanson qui, profondément touché par la trame, esquisse le livret de son côté. Le duo est rejoint par leur parolier et collaborateur de longue date Jack Murphy. EMK donne son feu vert et annonce le projet pour commémorer le 30e anniversaire du Centre des arts de Séoul.
A l'annonce du casting, Wildhorn s'inspire de la voix de Hyo-shin Park, le futur interprète de Gwynplaine, pour composer les mélodies. Les paroles sont traduites en coréen par Eun-ah Kwonn. Jayme McDaniel est chargé de la chorégraphie. Pour la conception des décors, Pil-young Oh s'inspire de la cicatrice qui défigure le personnage principal Gwynplaine : les décors sont faits de structures noires et pointues évoquant des épines et comportent une arche qui rappelle la cicatrice du protagoniste. La comédie musicale est estimée à 17,5 milliards de wons, soit 15,7 millions de dollars, et suscite d'emblée de fortes attentes de la part du public.
Comme prévu, la comédie musicale fait ses débuts en juillet 2018 au Centre des arts de Séoul. Outre l'engouement des spectateurs, elle reçoit de nombreux retours positifs de la presse et décroche plusieurs récompenses au sein de diverses cérémonies.
Une adaptation japonaise est produite en 2019 par la Tōhō au Théâtre Nissay. La traduction et la mise en scène sont signées Kazutoshi Ueda.

## Distributions

### Castings sud-coréens
| Personnage            | 2018                                          | 2020                                            | 2022                                          | 2025                                             |
| --------------------- | --------------------------------------------- | ----------------------------------------------- | --------------------------------------------- | ------------------------------------------------ |
| Gwynplaine            | Park Hyo-shin / Park Kang-Hyun / Suho         | Lee Seok-hoon / Kyuhyun / Park Kang-hyun / Suho | Park Hyo-shin / Park Kang-hyun / Park Eun-tae | Park Eun-tae / Lee Seok-hoon / Kyuhyun / Doyoung |
| Ursus                 | Chung Seong-hwa / Yang Jun-mo / Moon Jong-won | Min Young-ki / Moon Jong-won                    | Min Young-ki / Yang Jun-Mo                    | Seo Beom-seok / Min Young-ki                     |
| Dea                   | Min Kyung-ah / Lee Soo-bin                    | Kang Hye-in / Lee Soo-bin                       | Lee Soo-bin / Yoo So-ri                       | Lee Soo-bin / Jang Hye-rin                       |
| La Ducheusse Josiane  | Shin Young-sook / Jeong Seon-ah               | Shin Young-sook / Sophie Kim                    | Shin Young-sook / Kim So-hyang                | Kim So-hyang / Lisa                              |
| Lord David Dirry-Moir | Kang Tae-eul / Jo Hui                         | Choi Sung-won / Kang Tae-eul                    | Choi Sung-won / Kim Seung-dae                 | Kang Tae-eul / Park Si-won                       |
| Phedro                | Lee Sangjun                                   | Lee Sangjun                                     | Lee Sangjun                                   | Moon Sung-hyuk                                   |
| La reine Anne         | Lee So-yu / Kim Na-yoon                       | Kim Kyung-sun / Han Yu-ran                      | Jin Do-hee / Kim Young-joo                    | Kim Young-joo / Kim Ji-seon                      |
| Le ou la violoniste   | Heo Jae-yeon / Ko Ye-il                       | Heo Jae-yeon / Ko Ye-il                         | Heo Jae-yeon / Ko Ye-il                       | Heo Jae-yeon / Seung-hoon                        |

### Castings japonais
| Personnage            | 2019                     | 2022                       |
| --------------------- | ------------------------ | -------------------------- |
| Gwynplaine            | Kenji Urai               | Kenji Urai                 |
| Ursus                 | Yūichirō Yamaguchi       | Yūichirō Yamaguchi         |
| Dea                   | Nene Yumesaki / Misa Etō | Kiho Maaya / Iroha Kumagai |
| La Ducheusse Josiane  | Manato Asaka             | Chihiro Otsuka             |
| Lord David Dirry-Moir | Hironobu Miyahara        | Keigo Yoshino              |
| Phedro                | Zen Ishikawa             | Zen Ishikawa               |

## Accueil

### Réception
Immense succès en Corée du Sud, la pièce connaît trois revivals en 2020, 2022 et 2025.
La presse se montre dithyrambique sur la mise en scène, la distribution, la portée politique et l'ambition de cette production à gros budget.
Pour Ga-young Park, journaliste au Korea Herald, le triomphe de la comédie musicale « démontre la synergie qui résulte de la rencontre d'une bonne histoire avec une équipe créative compétente et des acteurs aux voix puissantes [...]  Contrairement à Broadway et au West End, lesquels dépendent fortement des touristes qui se rendent dans leurs théâtres, les comédies musicales sud-coréennes dépendent de leurs acteurs vedettes ». La journaliste affirme également que « la direction de Robert Johanson, auteur du livret, la musique de Wildhorn et le parolier Jack Murphy renforcent les éléments clés de cette histoire tragique. Le scénographe Phil-young Oh et le costumier Gregory Poplyk ont créé des visuels remarquables et captivants sur scène ».
L'écho est similaire du côté de Jong-won Won, critique pour le Koreana et professeur à l'Université Soonchunhyang : « Fruit d'une collaboration harmonieuse entre un casting de stars et une équipe de production compétente, soutenue par des investissements audacieux, ce dernier succès sur la scène musicale coréenne en plein essor offre de nouvelles possibilités. [...] En dehors des discussions sur ses perspectives commerciales, The Man Who Laughs mérite à lui seul des éloges pour son spectacle visuel. Les transitions scéniques impeccables sont accentuées par des effets visuels sophistiqués. [...] Nul doute que la distribution est l'un des grands attraits de la production ».
Le Chosun Ilbo loue les scènes bouleversantes qui « absorbent le public » ; le Edaily souligne pour sa part « un récit solide, une mise en scène fantastique et une musique addictive » ; selon le Kukmin Ilbo, « le voile se lève sur cet Homme qui rit [et] l'extase d'être avec lui se révèle aussi folle que fascinante » ; le Joong-ang Ilbo y voit « un chef-d'œuvre qui a dépassé les attentes, suscitant une standing ovation du public avec sa scénographie magnifique et élaborée, sa musique déchirante et la capacité de chant explosive de ses acteurs ».
Les retours mettent également en exergue la société profondément inégalitaire dans laquelle évolue Gwynplaine et le « gapjil » qui sévit en Corée - le gapjil étant une expression faisant écho aux abus de pouvoir et au harcèlement exercés par les puissants au sein du pays. Les critiques arguent que, à « chaque fois que la citation emblématique C'est de l'enfer des pauvres qu'est fait le paradis des riches est transmise dans les chansons, les images ou les décors scéniques, le public se voit douloureusement rappeler l'ironie cruelle de la tragédie cachée sous la splendeur de l'époque. Le message résonne encore aujourd'hui ».

### Récompenses[15]

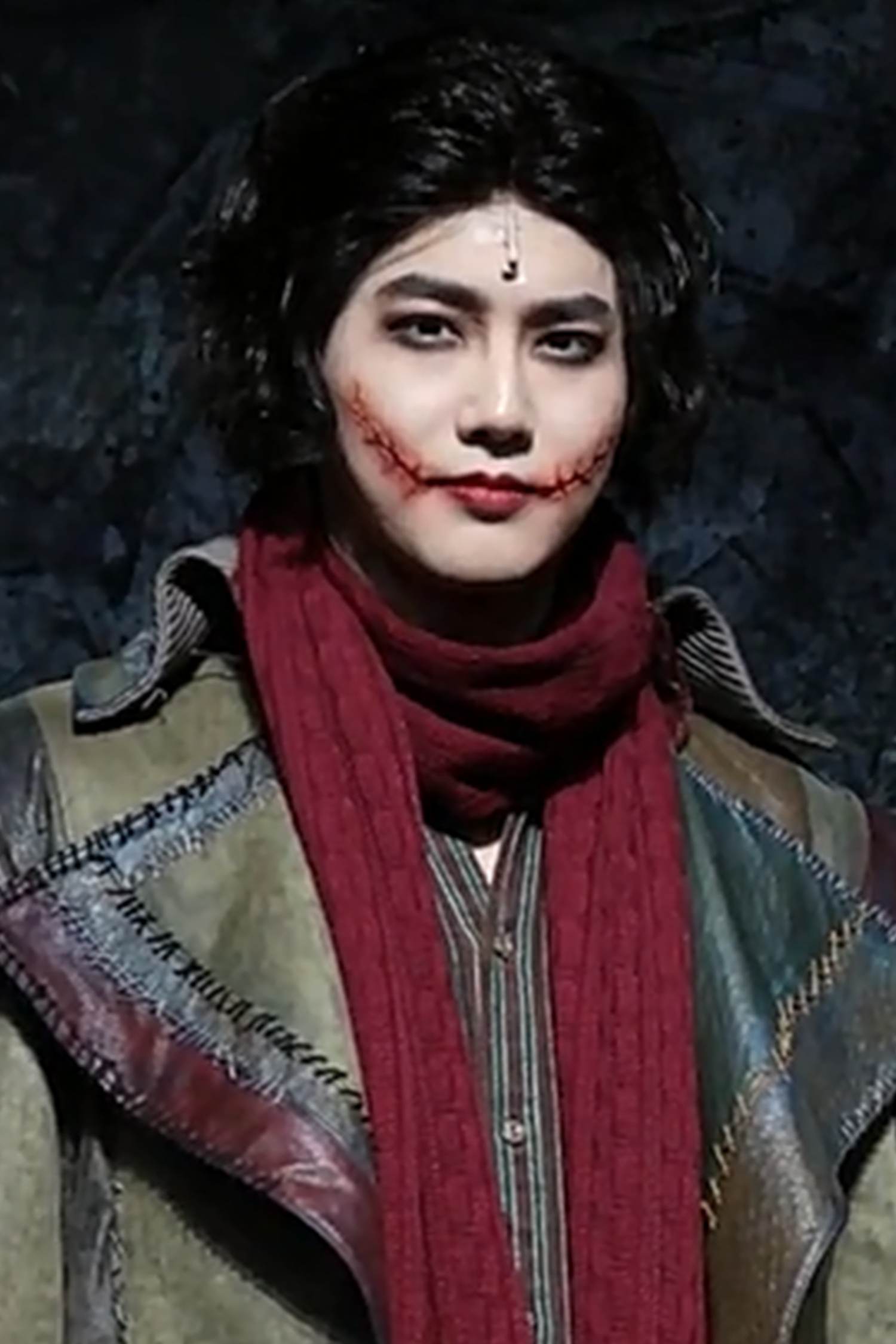
Suho (Gwynplaine) a remporté le prix du Meilleur acteur débutant à la fois aux Stagetalk Audience Choice Awards et aux Asia Artist Awards.

3e cérémonie des Korea Musical Awards
- Comédie musicale de l'année
- Prix des meilleurs décors pour Oh Pil-young
- Meilleur acteur pour Park Hyo-shin

6e cérémonie des Edaily Culture Awards
- Meilleur prix dans la catégorie musicale

7e cérémonie des Yegreen Musical Awards
- Comédie musicale de l'année
- Meilleur acteur pour Park Hyo-shin
- Meilleur nouvel acteur pour Park Kang-hyun
- Meilleur réalisateur pour Robert Johansson
- Prix des meilleurs décors pour Oh Pil-young
- Prix de l'artiste féminine la plus populaire pour Min Kyung-ah
- Prix de l'artiste masculin le plus populaire pour Suho

9e Asia Artist Awards
- Meilleur acteur débutant dans une comédie musicale pour Suho[16]

14e cérémonie des Golden Ticket Awards
- Meilleure œuvre musicale
- Meilleur acteur dans une comédie musicale pour Park Hyo-shin
- Meilleure actrice dans une comédie musicale pour Shin Young-sook

Stagetalk Audience Choice Awards 2018
- Meilleur acteur dans une comédie musicale pour Park Hyo-shin
- Meilleur second rôle féminin dans une comédie musicale pour Shin Young-sook
- Meilleur second rôle masculin dans une comédie musicale pour Jeong Seong-hwa
- Meilleure actrice débutant dans une comédie musicale pour Min Kyung-ah
- Meilleur acteur débutant dans une comédie musicale pour Suho
- Meilleure distribution